# لو مين
لو مين (بالحروف الصينية التقليدية 撈麵/撈麪) هو طبق صيني مع نودلز أو شعيرية البيض. الذي غالبًا ما يحتوي على الخضار وبعض أنواع اللحوم أو المأكولات البحرية، وعادةً ما يحتوي على لحم البقر أو الدجاج أو لحم الخنزير أو الروبيان. يمكن أيضًا تقديمه مع فطائر الوونتون (تسمى 餛飩/ بلغة الماندرين) على الرغم من أن فطائر الوونتون عادة ما تكون طبق حساء أو مكون للحساء. يمكن أيضًا تناوله بالخضروات فقط.
تقليديا هذا هو نوع جاف من حساء المعكرونة أو الشعيريه. يتم فصل الحساء ببساطة عن المعكرونة أو الشعيرية والمكونات الأخرى ويتم تقديمه على الجانب.

## الاختلافات الإقليمية

### شمال الصين
في شمال الصين، يمكن أن يشير بان ميان (拌面) إلى العديد من أنواع نودلز القمح أو معكرونة القمح أو شعيريه القمح الأخرى بدون بيض، بما في ذلك اللغمان في سنجان.

### المطبخ الإندونيسي الصيني
في المطبخ الصيني الإندونيسي، يتم إعداد لو مين باستخدام نودلز البيض أو «مي هوكين».  